# Duccio (cràter)
Duccio és un cràter d'impacte en el planeta Mercuri de 132 km de diàmetre. Porta el nom del pintor italià Duccio di Buoninsegna (c. 1255-1318), i el seu nom va ser aprovat per la Unió Astronòmica Internacional el 2013.